# Kandauraül
Kandauraül (en rus: Кандаураул) és un poble de la república del Daguestan, a Rússia. Segons el cens del 2010 tenia 1.662 habitants.